# Wladimir
Wladimir, właśc. Wladimir Rodrigues dos Santos (ur. 29 sierpnia 1954 w São Paulo) – brazylijski piłkarz, występujący podczas kariery na pozycji lewego obrońcy.

## Kariera klubowa
Karierę piłkarską Wladimir rozpoczął w klubie Corinthians Paulista w 1972 i grał w nim przez kolejne trzynaście lat. Z Santosem czterokrotnie zdobył mistrzostwo stanu São Paulo – Campeonato Paulista w 1977, 1979, 1982, 1983 roku. W lidze brazylijskiej zadebiutował 25 sierpnia 1973 w zremisowanym 0-0 meczu z Americą FC (RJ). W latach 1985–1986 był zawodnikiem EC Santo André i AA Ponte Preta, po czym powrócił do Corinthians.
W 1988 roku był zawodnikiem Cruzeiro EC, a w 1989 Santosu FC. W Santosie 3 grudnia 1989 w przegranym 1-2 meczu z Atlético Mineiro Wladimir po raz ostatni wystąpił w lidze. Ogółem w latach 1973–1989 wystąpił w lidze w 330 meczach, w których strzelił 15 bramek. Karierę zakończył w AD São Caetano w 1991 roku.

## Kariera reprezentacyjna
W reprezentacji Brazylii Wladimir zadebiutował 20 lutego 1977 w zremisowanym 0-0 meczu z reprezentacją Kolumbii w eliminacjach Mistrzostw Świata 1978. W 1983 został powołany na Copa América 1983, na którym Brazylia zajęła drugie miejsce. Na turnieju był rezerwowym i nie wystąpił w żadnym meczu. Ostatni raz w reprezentacji wystąpił 21 maja 1985 w przegranym 1-2 towarzyskim meczu z Chile. Ogółem w reprezentacji Wladimir wystąpił w 5 meczach.
| Mecze i gole w reprezentacji | Mecze i gole w reprezentacji | Mecze i gole w reprezentacji | Mecze i gole w reprezentacji | Mecze i gole w reprezentacji | Mecze i gole w reprezentacji | Mecze i gole w reprezentacji |
| #                            | Data                         | Miasto                       | Przeciwnik                   | Gol                          | Wynik                        | Rozgrywki                    |
| ---------------------------- | ---------------------------- | ---------------------------- | ---------------------------- | ---------------------------- | ---------------------------- | ---------------------------- |
| N1.                          | 06.10.1976                   | Rio de Janeiro               | CR Flamengo                  |                              | 0:2                          | towarzyski                   |
| N2.                          | 19.12.1976                   | Porto Alegre                 | SC Internacional             |                              | 4:1                          | towarzyski                   |
| N3.                          | 25.01.1977                   | São Paulo                    | São Paulo                    |                              | 2:0                          | towarzyski                   |
| 1.                           | 20.02.1977                   | Bogota                       | Kolumbia                     |                              | 0:0                          | el. MŚ                       |
| 2.                           | 10.06.1984                   | Rio de Janeiro               | Anglia                       |                              | 0:2                          | towarzyski                   |
| 3.                           | 17.06.1984                   | São Paulo                    | Argentyna                    |                              | 0:0                          | towarzyski                   |
| 4.                           | 21.06.1984                   | Kurytyba                     | Urugwaj                      |                              | 1:0                          | towarzyski                   |
| 5.                           | 21.05.1985                   | Santiago                     | Chile                        |                              | 1:2                          | towarzyski                   |